# Звіринський Карло Йосипович
Карло́ Йо́сипович Звіри́нський (14 серпня 1923, Лаврів, нині Самбірський район, Львівська область — 8 жовтня 1997, Львів) — український педагог, живописець, графік, іконописець. З 1992 — експерт з питань монументального живопису та оздоблення в храмах Львівської Архиєпархії УГКЦ, з 1992 — член Спілки художників України, 1995 — висувався на присвоєння лауреата Державної премії України імені Т. Г. Шевченка, 1997 — присвоєно вчене звання доцента кафедри монументально декоративного живопису, 1997 — Заслужений діяч мистецтв України

## Життєпис
1936 року закінчив початкову школу (4 класи із 7-річним навчанням) у селі Лаврів при Василіянському монастирі.
1942 року екстерном склав екзамени за 7 класів народної школи у Львові та вступив на підготовче відділення Львівської мистецько-промислової школи (нім. Staatliche Kunstgewerbeschule).
1942—1943 — навчання у Львівській мистецько-промисловій школі (з українською мовою навчання) на графічному відділі. Викладачі: Микола Бутович, Володимир Баляс, Антін Малюца, Михайло Козик, брати Юліан та Омелян Ліщинські, В. Федюк.
1943—1944 — навчання у Вільній Українській Мистецькій Академії, відділ малярство.
1945–1946 — навчання у Львівському художньому училищі на малярському відділенні у Романа Сельського, з яким згодом заприятелював.
1947—1953 роки — навчався у Львівського державного інституту декоративного та прикладного мистецтва (тепер Львівська національна академія мистецтв) на відділенні монументального живопису (викладач Р. Сельський) з однорічною перервою.
1949—1950 роки — митця відраховують на рік за неповагу до соцреалізму та «прояви буржуазного націоналізму та поширення формалістичних тенденцій у мистецтві».
1953 року закінчує Львівський інститут прикладного та декоративного мистецтва (нині Львівська національна академія мистецтв), керівник диплому — Бокшай Й. Й.

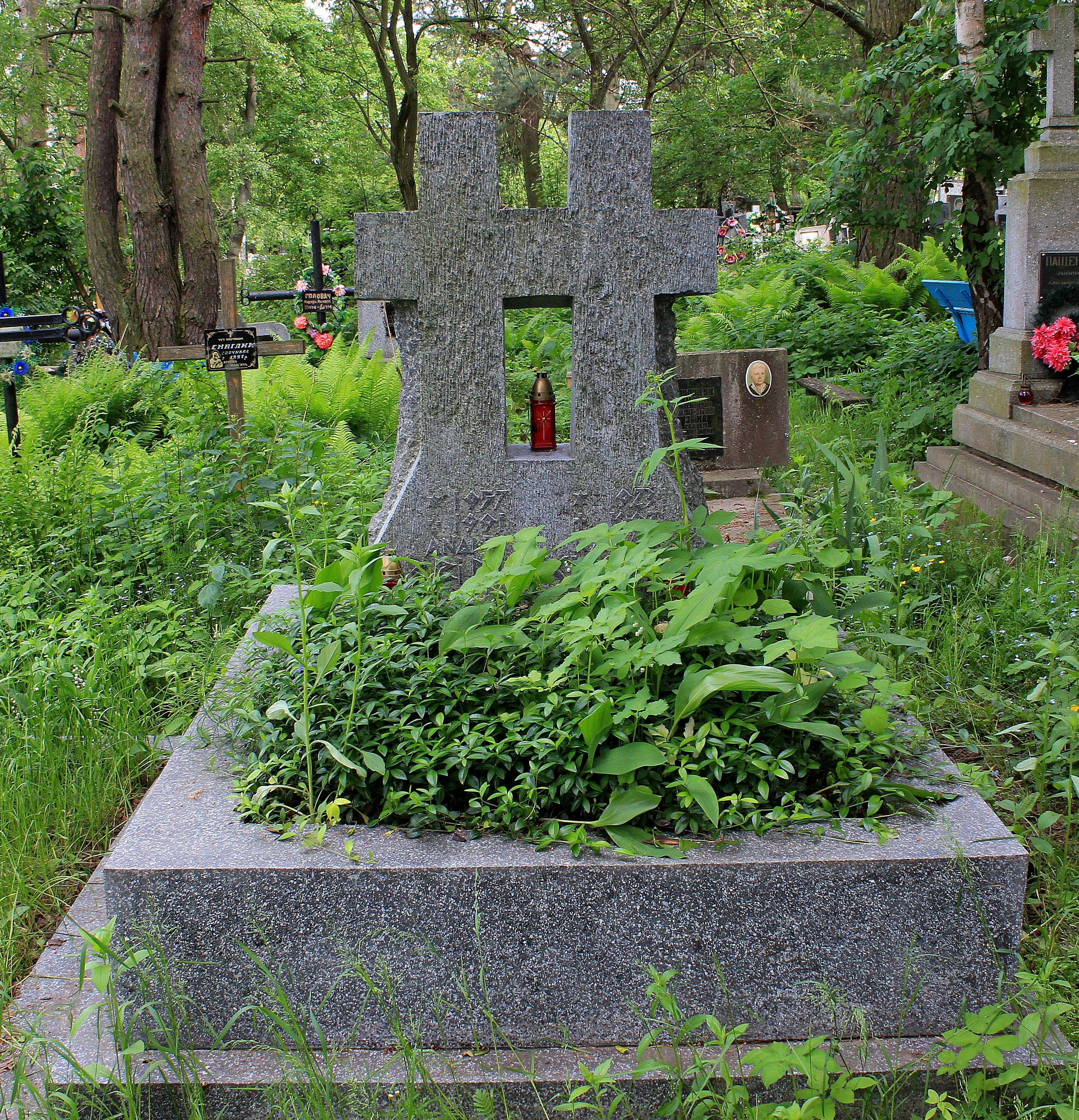
Пам'ятник на могилі К. Звіринського

Помер 8 жовтня 1997 року, похований на Голосківському цвинтарі, поле 8а. Пам'ятник на могилі К. та А. Звіринських, виконаний львівським скульптором Романом Петруком.

## Педагогічна робота
1953—1959 — викладач живопису у Львівському училищі прикладного та декоративного мистецтва імені Івана Труша (тепер Львівський державний коледж декоративного і ужиткового мистецтва імені Івана Труша).
1959—1982 — старший викладач живопису у Львівського інституту декоративного та прикладного мистецтва (тепер Львівська національна академія мистецтв).
1982 — за рік до пенсії К. Звіринського не допустили до конкурсу викладачів і звільнили з роботи з політичних мотивів.
1988—1989, 1993—1997 — ректор Е. Мисько запрошує на посаду професора кафедри монументального живопису Львівського державний інституту декоративного та прикладного мистецтва.
1992—1995 — викладач Школи іконопису імені Святого Луки при монастирі отців Студитів храму Святого Архистратига Михаїла у Львові (керівник о. Севастьян Дмитрух).
1997 — посада професора кафедри сакрального мистецтва Львівської академії мистецтв.

## Підпільна школа Карла Звіринського
1959 — створив підпільну школу для молоді, з метою формування молодого покоління, яку з часом назвали «Підпільною академією Карла Звіринського» (проіснувала майже 10 років). К. Звіринський особливу увагу приділяв вивченню досягнень світової культури та розвитку національної свідомості. В Школі, крім живопису, композиції, вивчали історію України, світові мистецтво, літературу, музику, релігію. Першими її учнями стали: Бокотей А., Грицик П., Марчук І., Мінько О., Маркович П., Петрук Р., Сойка Б., Флінта З., Шабатура С.

## Доробок
- цикли — «Аплікації (1956—1967), «Рельєфи» (1957—1960);
- серії — «Сплетіння» (1970—1992), «З життя лісу» (1970—1995), «Потойбічне» (1980—1994), «Епітафії», «Дрібниці» (обидві — 1980—1995), «Напровесні» (1990), «Забуте» (1990—1995), «Берег» (1992—1996), «Срібло і мідь» (1995).

## Вшанування
18 серпня 2022 року рішенням Львівської міської ради у Галицькому районі міста Львова на честь Карла Звіринського названо вулицю.